# Коб, Татьяна Владимировна
Татьяна Владимировна Коб (род. 25 октября 1987, Ковель, Волынская область) — украинская боксёрша. Бронзовый призёр чемпионата мира 2010 года. Чемпионка Европы 2009 года. Участница летних Олимпийских игр 2016 года.
Рекордсменка України за версією Національного реєстру рекордів України 2024 року

## Карьера
В 2009 году на европейском первенстве в Украине, она смогла победить всех своих соперниц и стать чемпионкой Европы по боксу в весовой категории до 51 кг. 
На чемпионате мира в Барбадосе, в 2010 году, она выступала в весовой категории до 51 кг. Дошла до полуфинала, уступила, и завоевала бронзовую медаль.
Принимала участие в летних Олимпийских играх 2016 года. В четвертьфинальном поединке уступила британской спортсменке Николе Адамс.
На Чемпионате Европы по боксу в Испании в 2019 году, в весовой категории до 51 кг, она сумела добраться до полуфинального поединка, в котором уступила, и стала бронзовым призёром чемпионата Европы. 